# 인간적으로 정이 안 가는 인간
"인간적으로 정이 안 가는 인간"(Ooh, You Make Me Sick)은 한국에서 제작된 손원평 감독의 2005년 영화이다. 정보훈 등이 주연으로 출연하였다.

## 출연

### 주연
- 정보훈
- 양익준

### 조연
- 전성아
- 이달형
- 김윤아

## 기타
- 프로듀서: 이보영
- 제작부: 노은정
- 조명: 정영삼
- 조감독: 이현진
- 녹음: 이정용
- 녹음: 이주석
- 미술: 최준영
- 미술: 오택관
- 미술: 홍지